# Regionalwahl in der Lombardei 1985
Die Regionalwahl in der Lombardei 1985 fand am 12. und 13. Mai statt.

## Wahlergebnis
| Listen            | Listen                                        | Stimmen   | %    | Mandate |
| ----------------- | --------------------------------------------- | --------- | ---- | ------- |
|                   | Democrazia Cristiana                          | 2.204.685 | 36,0 | 31      |
|                   | Partito Comunista Italiano                    | 1.632.676 | 26,7 | 22      |
|                   | Partito Socialista Italiano                   | 941.395   | 15,4 | 12      |
|                   | Movimento Sociale Italiano – Destra Nazionale | 363.918   | 5,9  | 4       |
|                   | Partito Repubblicano Italiano                 | 293.359   | 4,8  | 4       |
|                   | Partito Socialista Democratico Italiano       | 170.763   | 2,8  | 2       |
|                   | Lista Verde                                   | 146.835   | 2,4  | 2       |
|                   | Partito Liberale Italiano                     | 143.641   | 2,3  | 1       |
|                   | Democrazia Proletaria                         | 136.781   | 2,2  | 2       |
|                   | Partito Nazionale Pensionati                  | 32.945    | 0,5  | –       |
|                   | Liga Veneta – Lega Lombarda                   | 28.074    | 0,5  | –       |
|                   | UV – Partito Democratico – UPAP – Ecologia    | 15.475    | 0,3  | –       |
|                   | Partito Umanista                              | 4.448     | 0,1  | –       |
|                   | Partito Monarchico Nazionale                  | 4.352     | 0,1  | –       |
| Gesamt            | Gesamt                                        | 6.119.347 | 100  | 80      |
|                   |                                               |           |      |         |
| Ungültige Stimmen | Ungültige Stimmen                             | 331.013   | 5,1  |         |
| Wähler            | Wähler                                        | 6.450.360 | 92,8 |         |
| Wahlberechtigte   | Wahlberechtigte                               | 6.950.380 |      |         |